# Barbro Malmer-Sjöblom
Barbro Margareta Malmer-Sjöblom, född 23 april 1919 i Landskrona, död 31 januari 2009 i Simrishamn, var en svensk målare, tecknare och illustratör.
Hon var dotter till professorn Ivar Malmer och Selma Charlotta Rosenberg och från 1946 gift med Martin Sjöblom. Hon studerade vid Welamsons illustrationsskola i Stockholm 1938–1939, vid Edward Berggrens målarskola 1943–1945 och vid Otte Skölds målarskola 1945–1946. Hon medverkade i utställningarna Kullakonst i Höganäs. Som konstnär utförde hon sina alster i form av akvareller eller teckningar. Hon arbetade huvudsakligen som illustratör och har illustrerat ett antal barn- och skolböcker. Makarna Sjöblom är begravda på Ravlunda kyrkogård.